# Better Living Through Chemistry
A Better Living Through Chemistry Fatboy Slim első nagylemeze, amely 1996. szeptember 23-án jelent meg. Az album címe a DuPont egyik reklámszlogenjére utal. Szerepel az 1001 lemez, amit hallanod kell, mielőtt meghalsz című könyvben.
A Skint Records alapítója, Damian Harris úgy jellemezte az albumot, hogy "inkább válogatás, mint egy album", mivel a dalok egy részét sokkal korábban rögzítették, tekintettel Norman Cook egyéb zenei projektjeire. Három dal már korábban is megjelent a Skint Brassic Beats válogatásalbum-sorozatának első tagján.
A borítón egy 3.5 hüvelykes flopilemez látható, a ,New Order Blue Monday kislemeze iránt érzett tiszteletből, melynek borítóján egy 5.25 hüvelykes floppy látható.
A Give the Po' Man a Break című dal szerepelt a 2000-es Traffic filmben.
A Song for Lindy-ben hallható zongorasample Jimi Polo Better Days című dalából származik.

## Az album dalai
|     | Cím                      | Szerző(k)       | Hossz |
| --- | ------------------------ | --------------- | ----- |
| 1.  | Song for Lindy           | Norman Cook     | 4:50  |
| 2.  | Santa Cruz               | Cook            | 7:30  |
| 3.  | Going Out of My Head     | Cook, Townshend | 5:14  |
| 4.  | The Weekend Starts Here  | Cook, Mohammed  | 6:41  |
| 5.  | Everybody Needs a 303    | Cook, Starr     | 5:49  |
| 6.  | Give the Po' Man a Break | Cook            | 5:50  |
| 7.  | 10th & Crenshaw          | Cook            | 4:20  |
| 8.  | First Down               | Cook            | 6:18  |
| 9.  | Punk to Funk             | Cook, Mansfield | 4:57  |
| 10. | The Sound of Milwaukee   | Cook            | 6:18  |

| 11. | Michael Jackson | Cook, Negativland | 5:49 |
| 12. | Next to Nothing | Cook              | 7:16 |

| 11. | Es Paradis |  | 5:44 |

| 10. | Untitled (a 10th & Crenshaw ismétlése) |      |      |
| 11. | Crenshaw Siren Beats                   | Cook | 2:50 |

## Fordítás
Ez a szócikk részben vagy egészben a Better Living Through Chemistry (album) című angol Wikipédia-szócikk ezen változatának fordításán alapul.  Az eredeti cikk szerkesztőit annak laptörténete sorolja fel. Ez a jelzés csupán a megfogalmazás eredetét és a szerzői jogokat jelzi, nem szolgál a cikkben szereplő információk forrásmegjelöléseként.